# Witali Solomonowitsch Wygodski
Witali Solomonowitsch Wygodski (russisch Виталий Соломонович Выгодский; * 23. Dezember 1928 in Moskau; † 8. Mai 1998  ebenda) war ein sowjetischer Ökonom, der sich besonders mit der Entwicklung des ökonomischen Werkes von Karl Marx auseinandersetzte.

## Leben

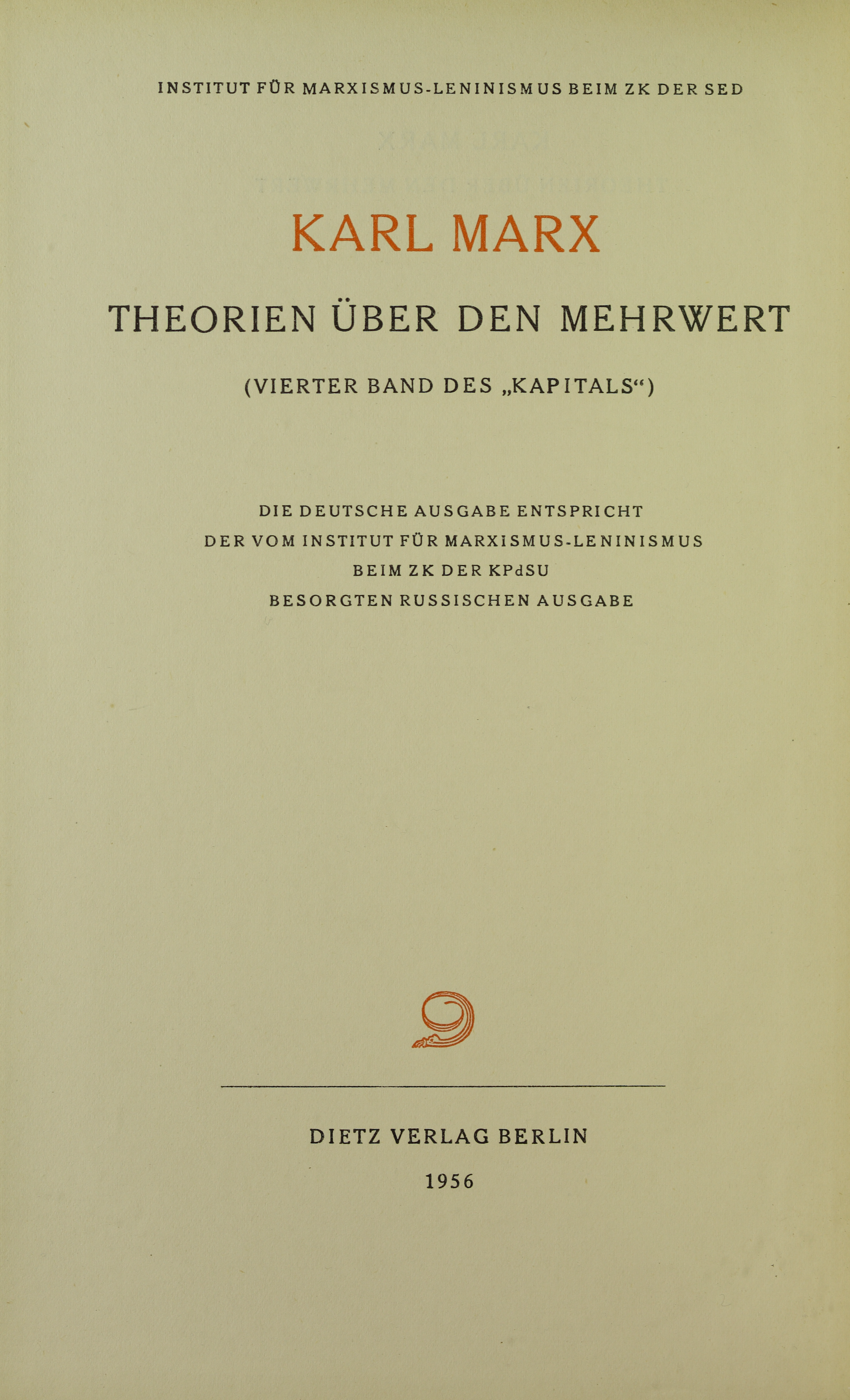
Karl Marx, Theorien über den Mehrwert, 1956

Nachdem er 1946 die Schule abgeschlossen hatte, begann er an der Lomonossow-Universität in Moskau Physik zu studieren, wechselte jedoch nach drei Jahren und begann 1950 sein Studium der Politischen Ökonomie an dem Staatlichen Ökonomischen Institut in Moskau, dass er 1955 abschloss. Nachdem er sein Studium erfolgreich beendet hatte, widmete er sich seiner Doktorhabilitation und arbeitete zugleich seit dem 24. Oktober 1955 am Institut für Marxismus-Leninismus beim ZK der KPdSU, wo er in unterschiedlichen Positionen weitere 35 Jahre tätig sein sollte. 1963 wurde als erste Monographie Wygodskis seine Doktorarbeit Der Ort der Theorien über den Mehrwert im ökonomischen Erbe von Karl Marx. von 1961 veröffentlicht. 1974 folgte ein weiterer Doktortitel. Wygodski widmete sich u. a. auch der Marx-Engels-Gesamtausgabe bis kurz vor seinem Tod 1998 (Was hat Engels in den Jahren 1885 und 1894 eigentlich veröffentlicht? In: MEGA-Studien, 1995). Insgesamt umfasste seine Publikationsliste etwa 100 Einträge.

## Werke (Auswahl)
- Der Ort der Theorien über den Mehrwert im ökonomischen Erbe von Karl Marx / Место "Теорий прибавочной стоимости" в экономическом наследии Карла Маркса, 1963
- Die Geschichte einer großen Entdeckung. Verlag Die Wirtschaft, Berlin 1967 (Moskau 1965) Übersetzungen ins Japanische, Englische und Französische
- Zur inneren Struktur und Methodik des „Kapitals“. In: Marxistische Blätter. Sonderheft 2/1967. Marxistische Blätter 1967, S. 30–36.
- Warum „Das Kapital“ von Karl Marx nicht veraltet. APN-Verlag, Moskau 1975
- Das Werden der ökonomischen Theorie von Marx und der wissenschaftliche Kommunismus- Dietz Verlag, Berlin 1978
- Wie das „Kapital“ entstand, Verlag Die Wirtschaft, Berlin 1976 (Moskau 1970)
- Aus der Entstehungsgeschichte des „Kapital“ – Gradmesser der Reife der ökonomischen Theorie von K. Marx in ihren verschiedenen Entwicklungsetappen (Übers.: Klaus Fricke). In: Hallesche Arbeitsblätter zur Marx-Engels-Forschung. Hrsg. von der Martin-Luther-Universität Halle-Wittenberg. Halle 1976. Heft 2, S. 26–46
- Die „Grundrisse der Kritik der politischen Ökonomie“ und ihr Platz im Kampf um die ökonomische Lehre der Arbeiterklasse. In: Marx-Engels-Jahrbuch 1. Dietz Verlag, Berlin 1978, S. 175–204
- Zum Manuskript „Reflection“ von Karl Marx in Heft VII. In: … unserer Partei einen Sieg erringen. Studien zur Entstehungs- und Entwicklungsgeschichte des „Kapitals“ von Karl Marx. Verlag Die wirtschaft, Berlin 1978, S. 80–91
- Die dialektische Einheit von Forschungs- und Darstellungsmethode im polit-ökonomischen Schaffen von Karl Marx und ihre Anwendung durch W. I. Lenin. In: Beiträge zur Marx-Engels-Forschung. Berlin 1978. Heft 3, S. 57–72
- Die Verflechtung von Forschungs- und Darstellungsmethode in den „Grundrissen der Kritik der politischen Ökonomie“. In: Hallesche Arbeitsblätter zur Marx-Engels-Forschung. Hrsg. von der Martin-Luther-Universität Halle-Wittenberg. Halle 1979. Heft 9, S. 4–18
- Larissa Miskewitsch, Michail Ternowski, Alexander Tschepurenko, Witali Wygodski: Zur Periodisierung der Arbeit von Karl Marx am "Kapital" in den Jahren 1863 bis 1867. Marx-Engels-Jahrbuch 5. Dietz Verlag, Berlin 1982, S. 294–322
- Zur Erarbeitung der Struktur der ökonomischen 'Theorie durch Marx in den Jahren 1859-61. In: Hallesche Arbeitsblätter zur Marx-Engels-Forschung. Hrsg. von der Martin-Luther-Universität Halle-Wittenberg. Halle 1982. Heft 14, S. 5–19
- Der Platz des Manuskripts Lohn, Preis und Profit im ökonomischen Nachlaß von Karl Marx. Marx-Engels-Jahrbuch 6. Dietz Verlag, Berlin 1983, S. 211–227
- Larissa Miskewitsch, Witali Wygodski: Über die Arbeit von Marx am II. und III. Buch des „Kapitals“ in den Jahren 1866 und 1867. Marx-Engels-Jahrbuch 8. Dietz Verlag, Berlin 1985, S. 198–212
- Die ökonomische Theorie von Marx als politische Ökonomie im weiteren Sinne. In: Internationale Marx-Engels Forschung. Jahrbuch des Instituts für Marxistische Studien und Forschungen 12/1987. Frankfurt am Main 1987, S. 226–231 Digitalisat
- Die ökonomische Theorie von Marx als politische Ökonomie im weiteren Sinn (zu einigen methodologischen Aspekten). In: Beiträge zur Marx-Engels-Forschung. Berlin 1987. Heft 21, S. 86–93
- Zur Frage des Beginns der Marxschen Arbeit am Manuskript 1857/58. In Hallesche Arbeitsblätter zur Marx-Engels-Forschung. Hrsg. von der Martin-Luther-Universität Halle-Wittenberg. Halle 1987. Sonderheft März, S. 32–39
- Einige Probleme der politischen Ökonomie im weiteren Sinn aus dem dritten Band des "Kapitals". In: Beiträge zur Marx-Engels-Forschung. Berlin 1988. Heft 25, S. 244–251
- Überlegungen zu einigen Dogmen der Marx-Interpretation. In: Beiträge zur Marx-Engels-Forschung. Neue Folge 1993, Argument, Hamburg 1993, S. 107–121.
- Was hat Engels in den Jahren 1885 und 1894 eigentlich veröffentlicht? In: MEGA-Studien, 1995/1. S. 117–120.1995 (engl.: What Was It Actually That Engels Published in the Years 1885 and 1894?)